# Hongqi (publicació)
Hongqi («Bandera Roja») (en xinès: 红旗; pinyin: Hóngqí) fou una revista de teoria política publicada pel Partit Comunista Xinès. Fou un dels "dos diaris i una revista" en circulació oficial al país durant les dècades de 1960 i 1970. Els diaris eren: el Renmin Ribao («Diari del Poble») i el Guangming Daily.

## Història i perfil
El rotatiu començà a publicar-se l'any 1958, durant el Gran Salt Endavant. Fou la successora d'una altra, Xuexi («Estudi»), i el seu nom fou designat per Mao Tse-tung. Chen Boda en fou l'editor, el qual serví com a mitjà de comunicació crucial durant la Revolució Cultural. L'any 1966 Pol Pot formà una revista similar amb el mateix nom a Cambotja en khmer: Tung Krahom.
Durant la dècada de 1960 la publicació s'acabà temporalment, però fou represa el 1968. La freqüència de la revista fou mensual entre el seu inici l'any 1958 fins al 1979. En canvi, entre 1980 i 1988 fou publicada de forma bimensual. Durant la seva existència cobrí els arguments teòrics recolzats pel partit. El maig de 1988, oficials xinesos anunciaren que la revista s'acabaria tancant. Finalment, va deixar de publicar-se el juny 1988, i fou succeïda per Qiushi («Cercant la Veritat»), una altra revista.

### Direcció i Consell editorial
El primer consell editorial es formà l'any 1958, amb 36 membres, dels quals 24 pertanyien al Lideratge del Comitè del Projecte, amb Chen Boda como a redactor en cap. El març de 1968, l'establiment del grup dels membres de la Crítica Acadèmica desintegraren de fet l'anterior consell editorial. El juny de 1969, la major part del personal de la revista fou descentralitzat amb un equip temporal, deixant a 12 persones encarregades del treball editorial. El setembre de 1970, Chen Boda fou acomiadat i Yao Wenyuan s'encarregà de la direcció de la revista i l'organització de l'equip editorial temporal fins 1977, any en què Wang Shu el rellevà. Un any després, Fu Yung prengué les regnes de la direcció de la revista fins que l'any 1987 Su Xing el substituí, essent durant un any l'últim director en cap del rotatiu.